# 四散新聞
四散新聞（しさんしんぶん、英語: Dissociated press）はテキストをもとに別のテキストを得るアルゴリズムの一つである。変換によって任意の文章からこっけいな感じのでたらめな文章が得られる。英語名の"Dissociated press"は、AP通信(Associated Press)のもじりである。
四散新聞のアルゴリズムを実装した例のうち一番有名なのはGNU Emacsのコマンド、M-x dissociated-pressである。このコマンドはEmacs Lispファイルであるdissociate.elで実装されている。

## アルゴリズム
まず、入力された文字列の中から連続するN語（またはN字）を出力する。次に既に出力した文字列の末尾のN語（またはN字）と共通する部分を入力された文字列の中から探し、続く語（または文字）を出力、これを繰り返して結果を得る。

## 例
以下は、ジャーゴンファイルを入力列とし、四散新聞のアルゴリズムを単語を単位として適用した例である。
wart: n. A small, crocky feature that sticks out of an array (C has no checks for this). This is relatively benign and easy to spot if the phrase is bent so as to be not worth paying attention to the medium in question.
以下は、同じ入力に文字単位で変換を行った例である。
window sysIWYG: n. A bit was named aften /bee´t@/ prefer to use the other guy's re, especially in every cast a chuckle on neithout getting into useful informash speech makes removing a featuring a move or usage actual abstractionsidered interj. Indeed spectace logic or problem!

## 歴史
四散新聞のアルゴリズム自体はHAKMEM (1972)の第176頁で紹介されていた。"dissociated press"の名で知られるようになったのは、Emacsで実装されたことによる。
訳語「四散新聞」は、bit 別冊 GNU Emacs マニュアル (昭和63年2月15日発行、共立出版) の M-x dissociated-press の説明27章6節の見出しにある。